# 今週の明星
『今週の明星』（こんしゅうの みょうじょう）は、NHKラジオ第1が1950年1月8日に放送を開始した、毎週日曜日の生放送音楽番組である。

## 概要
聴取者からのリクエスト番組『お好み投票音楽会』（曲希望）と『歌の明星』（出演者希望）を組み合わせてできた番組である。毎回3名の人気歌手が出演し、（1）テーマソング、（2）好きな歌、（3）得意な歌と各々3曲ずつ歌い、その間に短い軽音楽と合唱曲が挿入された。テレビ時代になってもラジオで同時放送され、1964年まで14年間続く人気番組となった。
当初からNHK東京放送会館スタジオからの公開生放送で、テーマ音楽は古関裕而が担当した。1953年から1956年まではNHK総合テレビでもサイマル放送され、特にテレビ放送開始日の1953年2月1日は日比谷公会堂からの公開放送であった。
番組は1964年4月2日に終了した。その後、本番組のテーマ曲は『はつらつスタジオ505』や『思い出のメロディー』でも流れた。

## 主な出演者
藤山一郎など、毎回人気歌手3人が出演した。